# Causerium tuxtlanum
Causerium tuxtlanum är en mångfotingart som beskrevs av Chamberlin 1964. Causerium tuxtlanum ingår i släktet Causerium och familjen trädgårdsjordkrypare. Inga underarter finns listade i Catalogue of Life.